# Thalys
Ne doit pas être confondu avec Tallis ou Thewlis.
Thalys était le nom commercial d’un service de trains à grande vitesse entre la France, la Belgique, l'Allemagne et les Pays-Bas autour de l'axe Paris – Bruxelles. Il était exploité par l’opérateur THI Factory, dont le capital était détenu en totalité par Eurostar Group.
La marque Thalys disparaît le 1er octobre 2023 au profit du nom unique d'Eurostar, qui s'applique dès lors aux services ferroviaires. Toutefois, les rames PBA (Paris – Bruxelles – Amsterdam) et PBKA (Paris – Bruxelles – Köln – Amsterdam) conservent — en tout cas dans un premier temps — leur livrée rouge.
En 2022, Thalys a transporté 6,5 millions de personnes entre la France, la Belgique, l'Allemagne et les Pays-Bas.

## Histoire

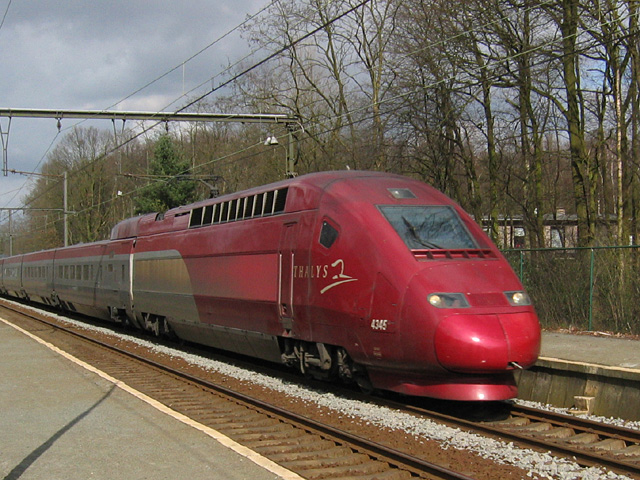
Rame PBKA.

La société est fondée en mai 1995, alors dénommée Westrail International, filiale commune de la SNCF et de la SNCB. Le service est réalisé conjointement avec les chemins de fer français (SNCF), belges (SNCB), allemands (Deutsche Bahn) et néerlandais (NS). Le premier trajet par train Thalys est assuré le 2 juin 1996 entre Paris-Nord et Amsterdam via Bruxelles, en empruntant la LGV Nord et le premier tronçon de la LGV 1 belge de la frontière jusqu'à Antoing à l'est de Tournai, où elle se raccorde provisoirement aux lignes classiques. Le temps de parcours est alors de 1 h 58 min (LGV Nord) pour Bruxelles et 4 h 47 min pour Amsterdam[réf. nécessaire].
Le 14 décembre 1997, la LGV Nord et la LGV 1 ouvrent, permettant de réduire le temps de parcours entre Paris et Bruxelles à 1 h 25 min. À cette date débutent également les liaisons vers Cologne, Ostende et Liège via Mons, Charleroi et Namur. Le premier Thalys Neige vers Bourg-Saint-Maurice circule le 19 décembre 1998. En mai 1999, une liaison directe entre Bruxelles et l'aéroport Paris-Charles de Gaulle est créée, en partage de codes avec Air France, American Airlines et Northwest Airlines. Le 28 novembre 1999, la société est renommée Thalys International. À l'été 2000 circulent les premiers Thalys Soleil vers Valence, prolongés vers Marseille à l'été 2002. La Deutsche Bahn intègre le capital de Thalys International à hauteur de 10 % en 2007. En 2007, les aménagements de l'entrée de la gare de Bruxelles-Midi ont permis de gagner 3 minutes sur la desserte Paris – Bruxelles, faisant passer la durée du trajet de 1 h 25 min à 1 h 22 min. L'ouverture de la LGV 3 entre Liège et Aix-la-Chapelle permet de raccourcir de 19 minutes le trajet entre ces deux villes dès le 14 juin 2009. La LGV 4 et la HSL-Zuid permettent le 13 décembre de réduire le temps de trajet entre Anvers et Amsterdam. Depuis le 29 août 2011, un aller-retour Paris – Cologne est prolongé jusqu'à Essen (Dortmund à partir du 21 mars 2016).

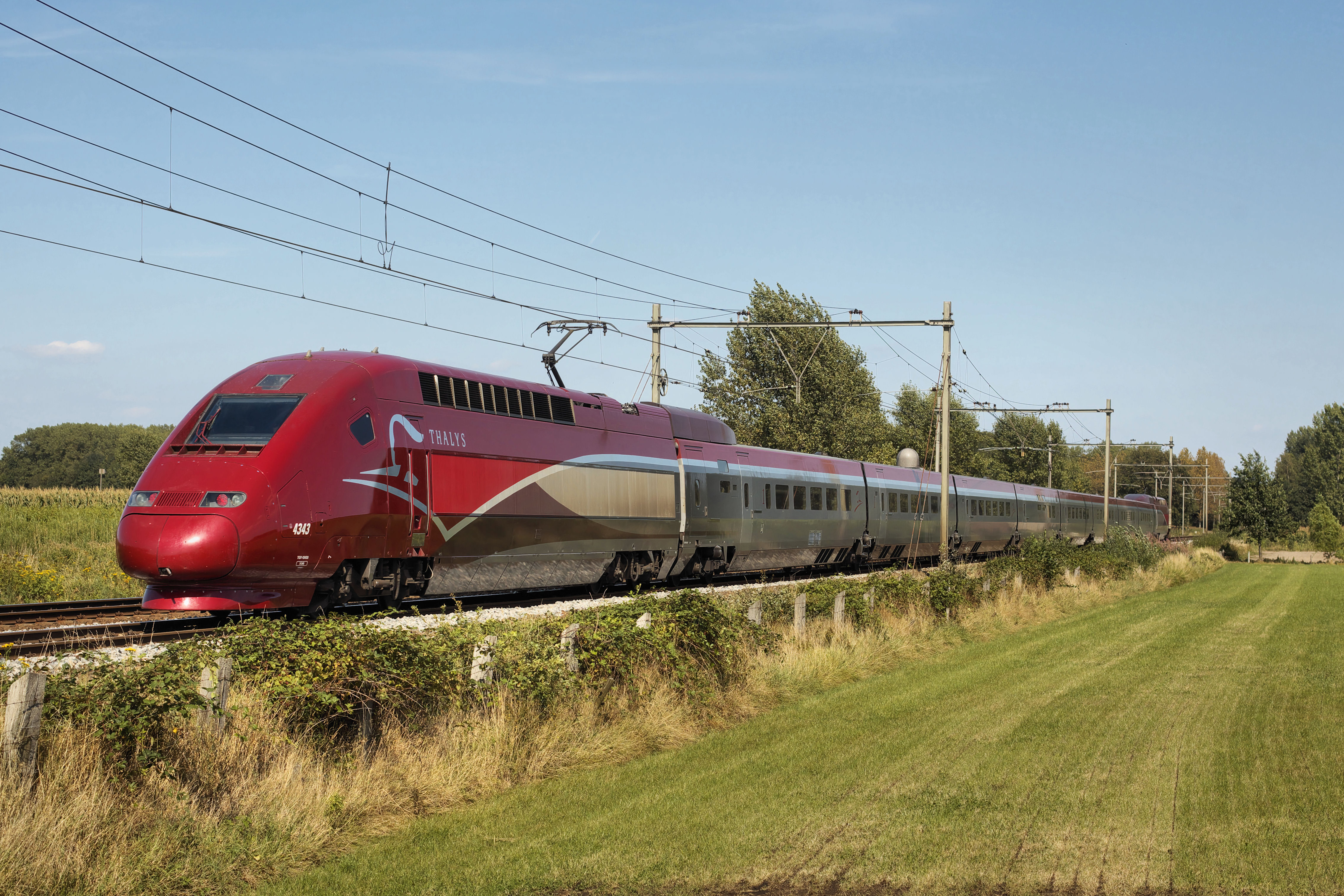
Rame PBKA, aux Pays-Bas.

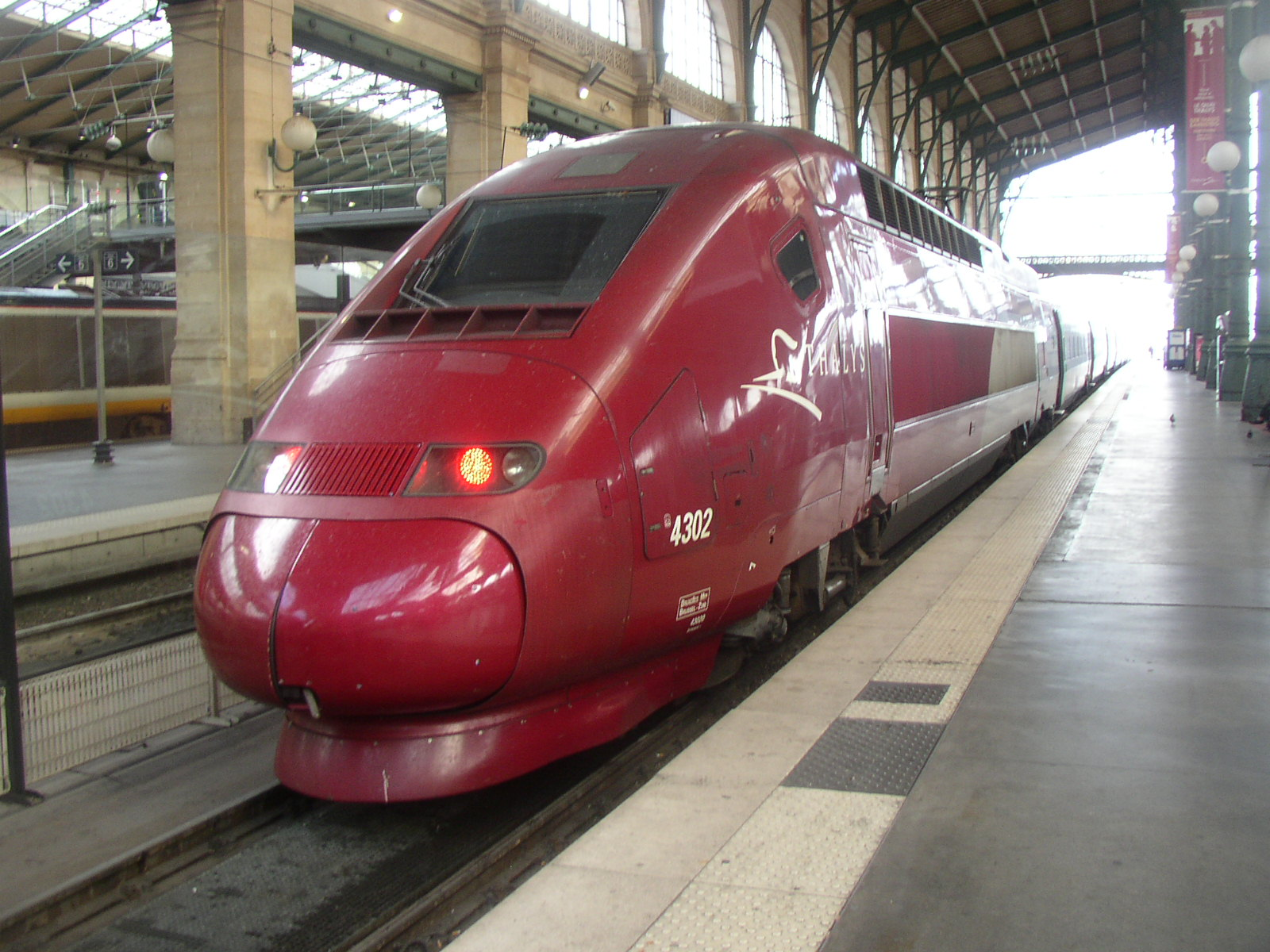
Rame PBKA, en gare de Paris-Nord.

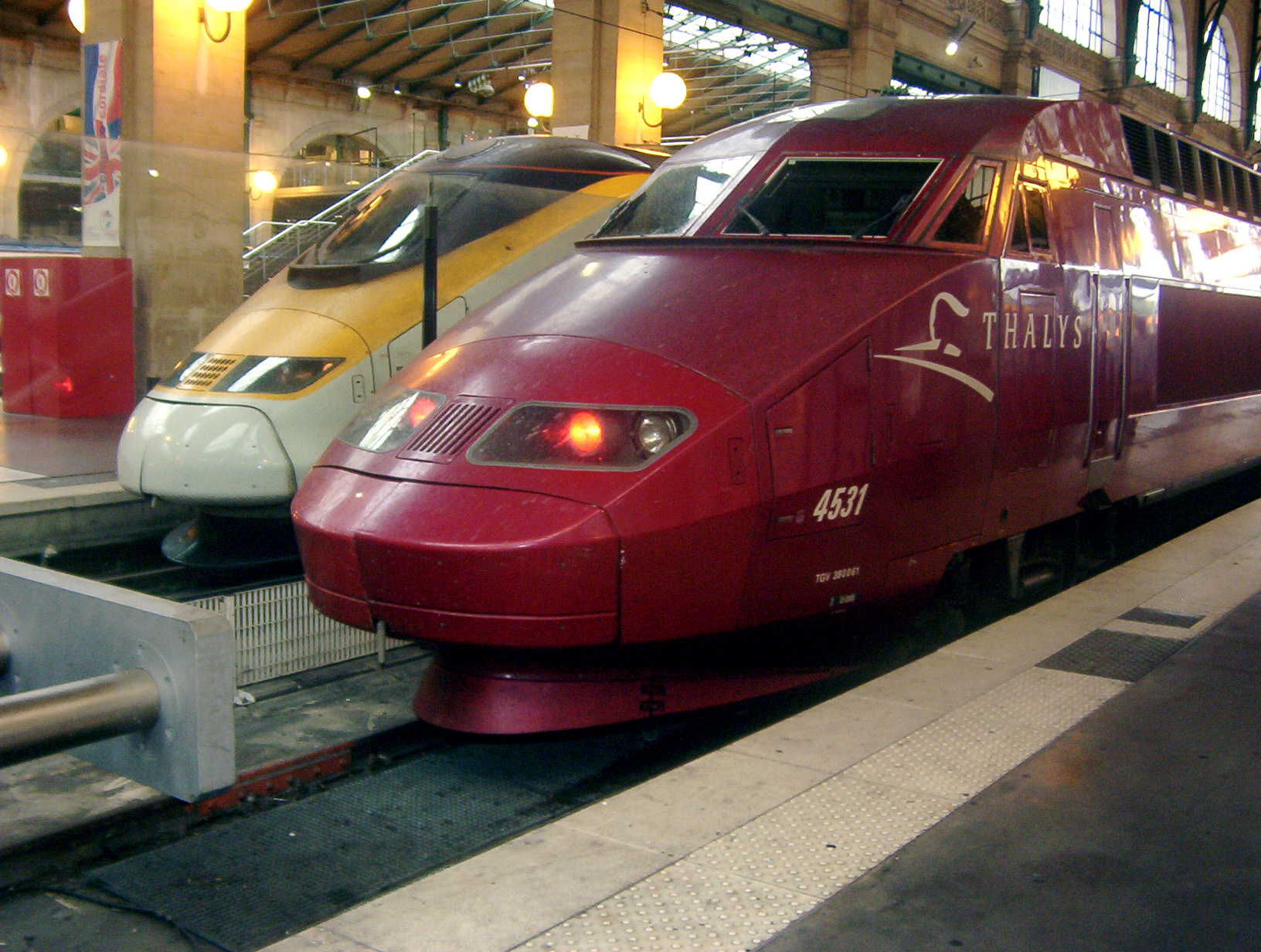
Rames PBA et Eurostar, en gare de Paris-Nord.

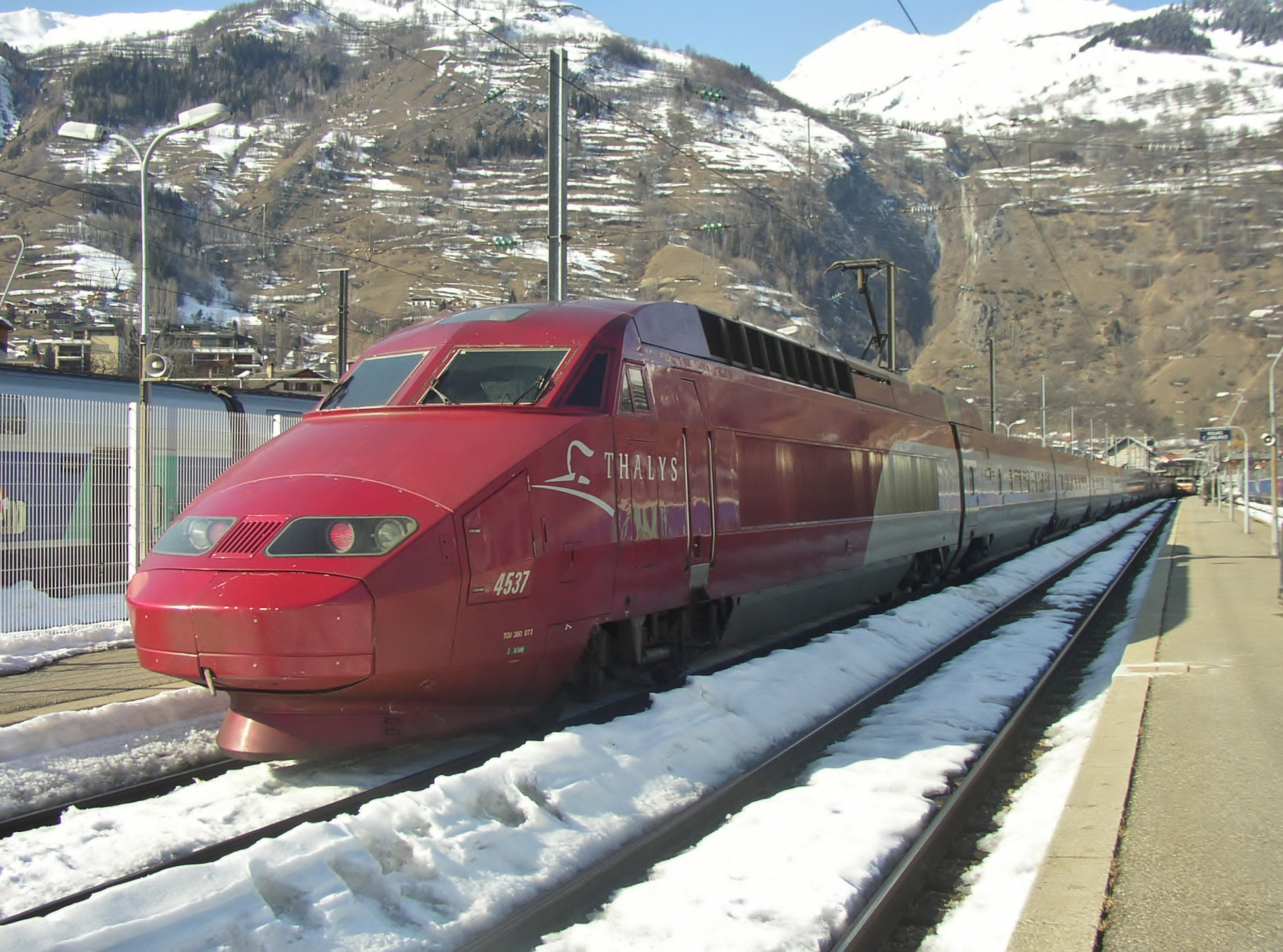
Rame PBA, à Bourg-Saint-Maurice.

La liaison Thalys Paris (Charles de Gaulle) – Bruxelles directe a incité la compagnie Air France à supprimer sa liaison aérienne et réserver à la place des sièges à bord de Thalys pour ses clients. Cette desserte des gares Paris (Charles de Gaulle) et Marne-la-Vallée a été interrompue par Thalys le 31 mars 2007, de manière à permettre la rénovation des rames et l’installation du système de signalisation ETCS[citation nécessaire]. La liaison Paris (Charles de Gaulle) – Bruxelles reste assurée par TGV classique, via Lille (le temps de parcours est alors augmenté).
En mai 2008, Thalys, en association avec le STIF et Transilien SNCF, lance une expérimentation permettant aux voyageurs de tester le voyage Ticketless en Thalys jusqu’à Bruxelles, Amsterdam ou Cologne avec leur pass Navigo. Le voyageur peut ainsi voyager sur l’ensemble du réseau Thalys et du réseau de transports d’Île-de-France avec un pass Navigo comme unique support des billets de chaque réseau. Cependant, les billets Ticketless ne peuvent pas être échangés au guichet de la gare, même pour les billets à prix élevés. L'unique façon de modifier son trajet se fait donc en contactant un centre d'appel, à travers un numéro belge surtaxé.
En juillet 2008, une liaison directe Bruxelles – Strasbourg en 3 h 20 min a vu le jour, à l'occasion de la présidence française de l'Union européenne ; elle est réservée aux députés européens.
Entre janvier 2009 et 2010, Thalys procède à la rénovation de ses rames, avec un aménagement intérieur revu pour être plus lumineux et avec des sièges plus larges et des nouveaux équipements de confort tels des prises électriques.
Le 7 novembre 2013, Thalys a transporté son 100 millionième voyageur,. La même année, la Deutsche Bahn quitte le capital de l’entreprise, laissant la SNCF et la SNCB comme seuls acteurs de Thalys. À la suite de cela, sous la direction de Franck Gervais, les deux entreprises lancent une restructuration visant à transformer Thalys en opérateur ferroviaire d'ici 2015,, contre une filiale du groupe SNCF jusqu'à présent.
Le 31 mars 2015, Thalys devient une entreprise ferroviaire indépendante avec ses propres certificats de sécurité, son personnel et son matériel pour la circulation sur les réseaux ferroviaires français et belges (sur les réseaux néerlandais et allemands, les trains circulent toujours sous certificat et avec le personnel des opérateurs historiques, respectivement NS et DB). L'actionnariat change de SNCF (62 %), SNCB (28 %), Deutsche Bahn (10 %) à SNCF (60 %) et SNCB (40 %)[source insuffisante],[source insuffisante],[source insuffisante].
Le 1er avril 2015, la liaison Ostende – Bruxelles est définitivement arrêtée,. La liaison Liège – Paris est suspendue temporairement à partir du 1er avril 2015 à cause de travaux,.
Le 3 avril 2016, Thalys a fait circuler les premiers trains de sa marque à bas coûts « Izy », sur la liaison Paris – Bruxelles, pour un temps de parcours rallongé d'environ une heure par rapport aux relations commerciales conventionnelles. Toutefois, ce service est supprimé le 10 juillet 2022,.
Depuis le 31 mars 2019, deux allers-retours quotidiens existent de nouveau entre l'aéroport de Paris-Charles-de-Gaulle, ainsi que Disneyland Paris, et la gare centrale d'Amsterdam. En outre, Thalys fait circuler le premier train à destination de Bordeaux le 29 juin 2019 ; cette liaison, réalisée en 4 h 5, était alors disponible chaque samedi en période estivale.
Fin 2020, la perspective d'un second confinement fait craindre une baisse de 70 % du chiffre d'affaires sur l'ensemble de l'année, après le premier ralentissement du printemps. En novembre 2020, Thalys n'assure que deux liaisons aller-retour Paris-Bruxelles par jour, tandis que les lignes Bruxelles-Allemagne et les lignes low-cost Izy sont interrompues. La direction assure qu'elle ne veut pas procéder à des licenciements et mise davantage sur un plan d'économie de 100 millions d'euros en visant les frais de fonctionnement et le gel des projets.
Le 25 mai 2021, Thalys annonce qu'elle a obtenu un prêt de 120 millions d'euros. Ce prêt a été contracté auprès de cinq banques européennes (BRED, HSBC, Natixis, Société Générale et ING). Il constitue le premier financement externe dans l'histoire de la compagnie ferroviaire.

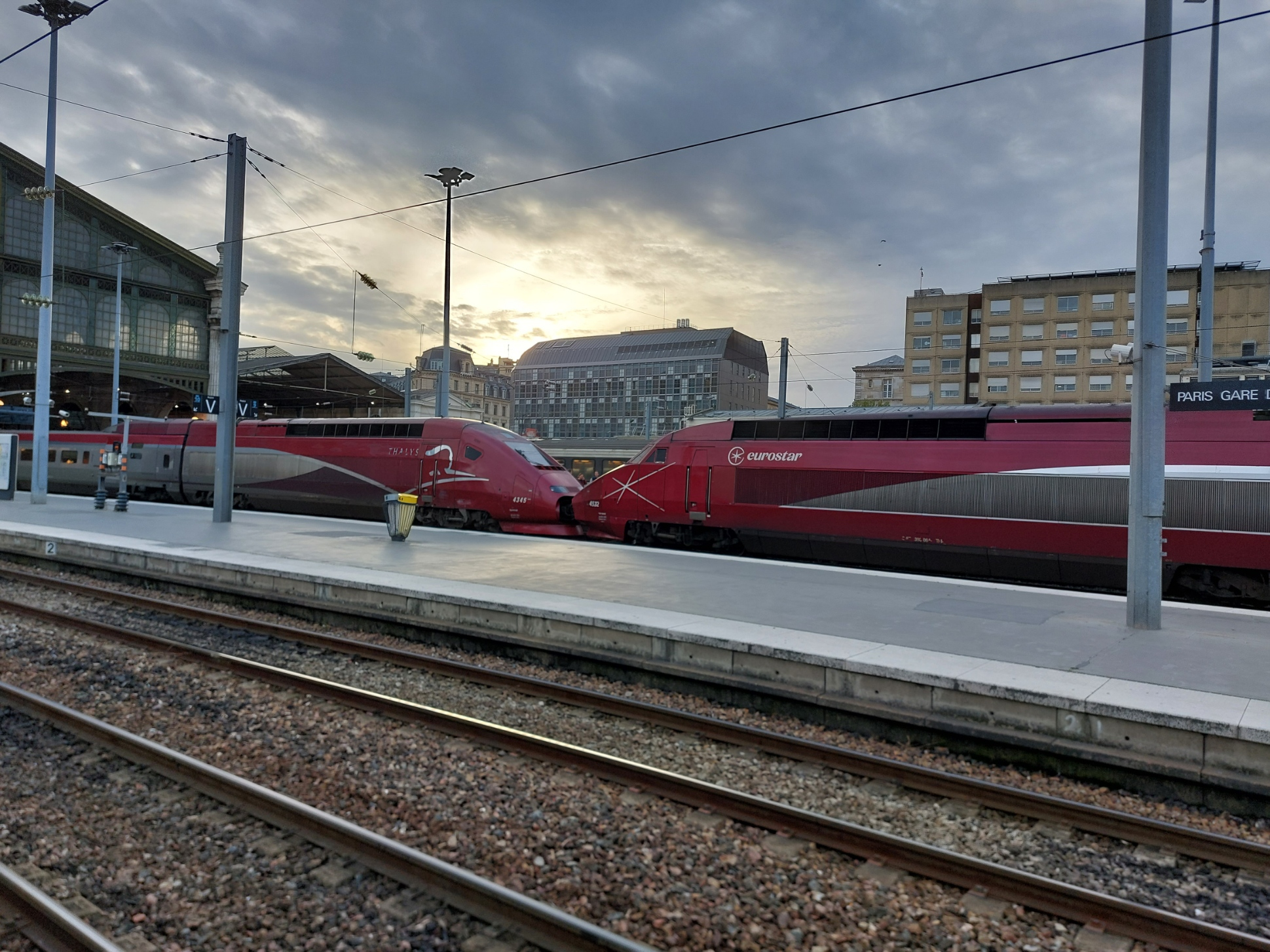
Peu après la fusion : Deux rames accouplées à Paris-Nord le 2023-10-19 ; une seule d'entre elles arbore déjà le logo Eurostar.

En septembre 2021, le projet de fusion de Thalys avec Eurostar, démarré en 2019, est relancé. Il doit aboutir au regroupement de ces activités sous la marque Eurostar, avec un siège à Bruxelles. En février 2022, la société Thalys International est absorbée par la société THI Factory. Après validation par la Commission européenne, obtenue le 28 mars 2022, la fusion est validée. Pour différencier les services Eurostar existants et les services de l'ex-Thalys, le matériel roulant Thalys gardera sa livrée rouge après la fusion commerciale. En avril 2022, THI Factory est reprise en totalité par la nouvelle holding Eurostar International. En janvier 2023, l'arrêt de la marque Thalys, pour être remplacée par Eurostar, est acté pour octobre 2023.
Depuis le 1er octobre 2023, toutes les liaisons Thalys sont effectuées sous la marque Eurostar.

## Liaisons

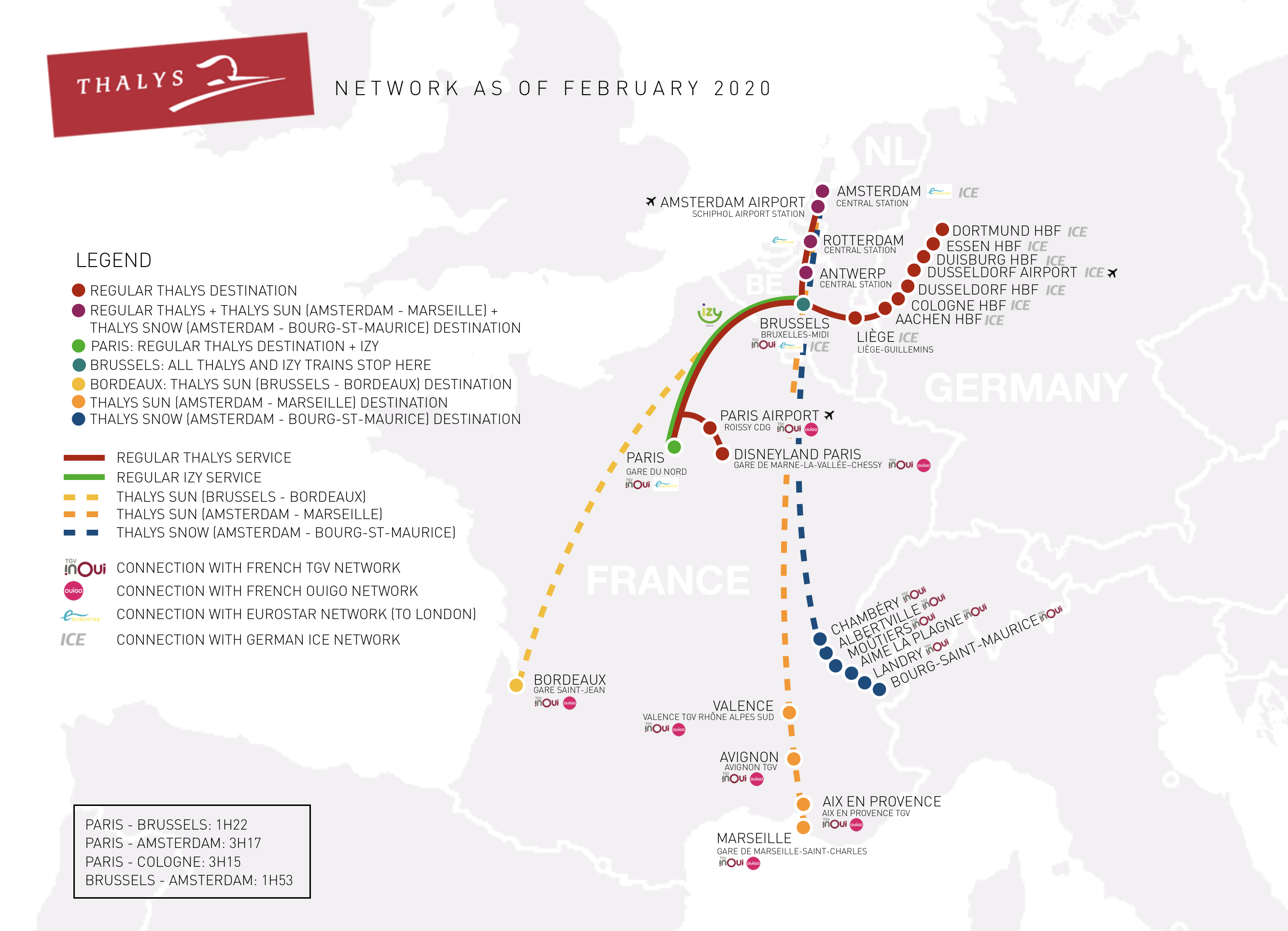
Carte des liaisons Thalys.

Ce service, inspiré du TGV, a pour tête de ligne Paris-Nord, se dirige vers Lille et atteint Bruxelles-Midi, continue vers la gare centrale d'Amsterdam (via Anvers-Central, Rotterdam-Central et l'aéroport d'Amsterdam-Schiphol) et vers Dortmund (via Liège-Guillemins, Aix-la-Chapelle, Cologne, Düsseldorf, Duisbourg et Essen). Par ailleurs, il existe une liaison entre Amsterdam et Marne-la-Vallée via l'aéroport Roissy-Charles-de-Gaulle.
Les trains Thalys coexistent avec les rames Eurostar qui relient Bruxelles et Paris à Londres, les rames TGV Réseau qui relient Paris au nord de la France, et les rames ICE qui relient Bruxelles à l’Allemagne.
Le temps de voyage de la gare du Nord (Paris) à la gare du Midi (Bruxelles) est de 1 h 22 min pour une distance d’environ 315 km.

### Aéroport de Bruxelles-National
D'octobre 2011 a 2015, une des liaisons de Paris-Nord à Bruxelles avait été prolongée vers la gare de l'aéroport Bruxelles-National. 

### Wallonie
Le service vers la Wallonie a pris fin le 30 mars 2015,, mais Liège reste desservie.

### Thalys Soleil et Thalys Neige
Le réseau Thalys s’interconnecte en France avec le réseau TGV classique et propose des liaisons saisonnières vers la Provence (Marseille via Valence, Avignon et Aix-en-Provence, en service saisonnier d'été Thalys Soleil) et les Alpes (Bourg-Saint-Maurice via Chambéry, Albertville, Moûtiers, Aime-La Plagne et Landry, en service saisonnier d'hiver Thalys Neige).

### Genève
A partir de fin mai 2000, une paire de trains a été introduite entre Bruxelles et Genève. Vu le peu de succès, elle est suspendue en septembre 2002.

## Service à bord
À bord, trois classes sont proposées avec réservation obligatoire : Premium (service de restauration à la place), Comfort et Standard.
Une place réservée se repère dans le train avec le numéro de voiture et le numéro de siège.
| KBHFa |

|  | BHF | FLUGg |

| BHF |

| GRZq+ZOLL |

| b | STR |  | KBHFa |

| b | STR |  | BHF |

| b | STR |  | BHF |

| b | STR | FLUGg | BHF |

| b | STR |  | BHF |

| b | STR |  | BHF |

| b | STR |  | BHF |

| b | STR |  | GRZq+ZOLL |

| b | STR |  | BHF |

| b | BHF |  | kSTR3 |

| b | ABZg+l | kSTRr+1 | kSTRc4 |

| BHF |

| GRZq+ZOLL |

|  | KRWgl | KRW+r |

| b | STR | BHF | FLUGg |

|  | KBHFe | STR |

| b | BHF |

| b |  | KRWgl | KRW+r |

| b |  | STR | BHF |

| b |  | STR | BHF |

| b |  | STR | BHF |

| b |  | STR | BHF |

| b |  | STR | BHF |

| b |  | STR | KBHFe |

| b | BHF |

| b | BHF |

| b | BHF |

| b | KBHFe |

|  |

|  |

|  |

| KBHFa |

|  | BHF | FLUGg |

| BHF |

| GRZq+ZOLL |

| b | STR |  | KBHFa |

| b | STR |  | BHF |

| b | STR |  | BHF |

| b | STR | FLUGg | BHF |

| b | STR |  | BHF |

| b | STR |  | BHF |

| b | STR |  | BHF |

| b | STR |  | GRZq+ZOLL |

| b | STR |  | BHF |

| b | BHF |  | kSTR3 |

| b | ABZg+l | kSTRr+1 | kSTRc4 |

| BHF |

| GRZq+ZOLL |

|  | KRWgl | KRW+r |

| b | STR | BHF | FLUGg |

|  | KBHFe | STR |

| b | BHF |

| b |  | KRWgl | KRW+r |

| b |  | STR | BHF |

| b |  | STR | BHF |

| b |  | STR | BHF |

| b |  | STR | BHF |

| b |  | STR | BHF |

| b |  | STR | KBHFe |

| b | BHF |

| b | BHF |

| b | BHF |

| b | KBHFe |

|  |

|  |

|  |

### Régularité
Entre août 2012 et juillet 2013, environ 16 % des trains entre Paris et Bruxelles ont subi une perturbation (retard ou annulation), sur la base d'environ 2 740 trains avec un incident de régularité observé par rapport à un total d'environ 17 000 trains pendant cette année, dans les deux sens.
En 2016, la ponctualité des services Thalys s'élève à 86,83 %. La destination qui compte le plus de retards de la part des trains Thalys est Dortmund (77,6 %).

## Accidents et événements
Le 11 octobre 2008, un Thalys PBA en route pour Amsterdam entra en collision avec un train Intercity en provenance de La Haye, à la gare de Gouda, aux Pays-Bas. Le Thalys avait été redirigé par Gouda à cause de travaux sur le trajet habituel. Aucun passager ne fut sérieusement blessé. Les deux trains en revanche subirent d'importants dégâts. La cause principale de l'accident est une erreur du conducteur de l'IC néerlandais,.
Le 21 août 2015, un attentat est déjoué à bord d'un Thalys. Un homme armé d'une kalachnikov, d'une arme de poing et d'un cutter s'apprêtait à en faire usage sur les passagers du train. Il est désarmé par des militaires américains en vacances en Europe. Le suspect est maîtrisé par les passagers puis arrêté en gare d'Arras.
En 2017, l'entreprise donne son accord à Clint Eastwood pour tourner son film The 15 :17 to Paris, qui raconte l'histoire des passagers ayant déjoué l'attentat du Thalys, dans des conditions identiques (tournage dans un Thalys, même période de l’année, etc.). Elle reverse les droits cinématographiques perçus à deux associations : le Fonds du 11 janvier en France et la Fondation Roi Baudouin en Belgique.

## Matériel roulant
Thalys utilise des rames TGV compatibles avec les différentes caractéristiques électriques des pays traversés (Allemagne, Belgique, France et Pays-Bas) ainsi qu’aux divers systèmes de signalisation rencontrés.
Le parc exploité par Thalys International comprend 26 rames ainsi réparties :
| Type | Courant       | SNCF | SNCB | DB | NS |
| PBKA | quadricourant | 6    | 7    | 2  | 2  |
| PBA  | tricourant    | 9    | 0    | 0  | 0  |

Les rames TGV PBA circulent uniquement en France, en Belgique et aux Pays-Bas (notamment Paris – Bruxelles – Amsterdam et Bruxelles – Marne-la-Vallée, ainsi que les services saisonniers : Thalys Neige Amsterdam – Bourg-Saint-Maurice et Thalys Soleil Amsterdam – Marseille), tandis que les rames TGV PBKA desservent en plus l'Allemagne (Paris – Bruxelles – Liège – Cologne, avec prolongation à certaines heures jusqu'à Dortmund).
Les rames ont toutes été rénovées par la SNCF au technicentre industriel d'Hellemmes. La première rame Thalys rénovée (PBA 4537) est entrée en service le 8 janvier 2009. La rénovation consiste en une nouvelle livrée extérieure, un nouvel aménagement intérieur avec prises 230 V individuelles et l'installation de l'ERTMS en cabine.

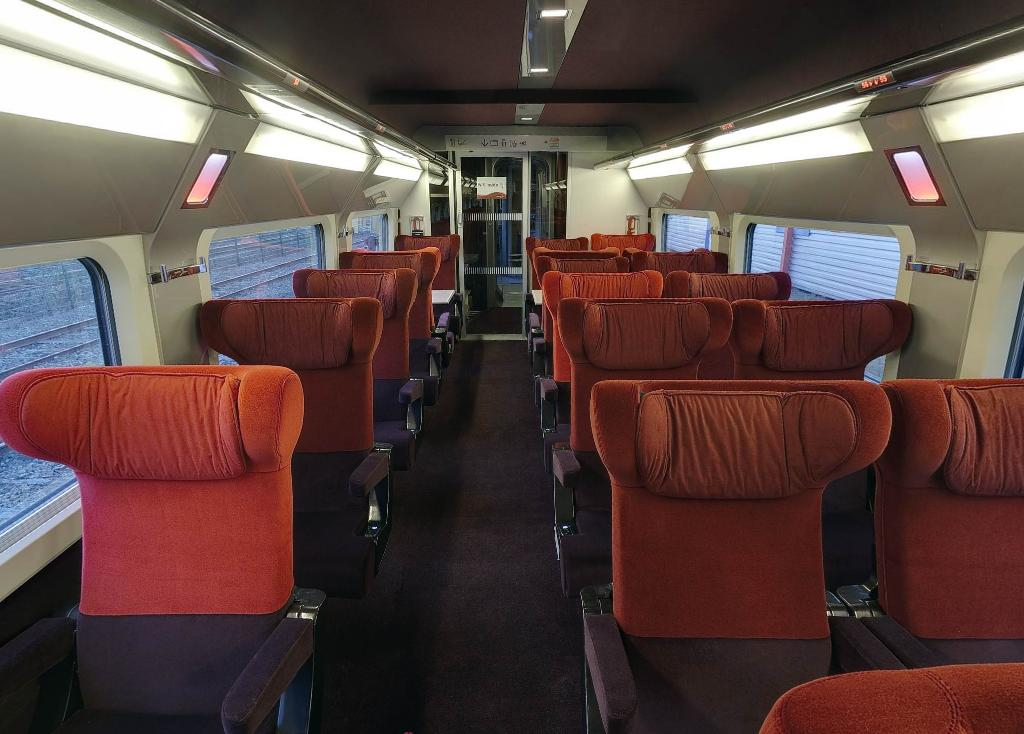
Intérieur rénové d'un Thalys, en classe « Premium » ou « Comfort ».
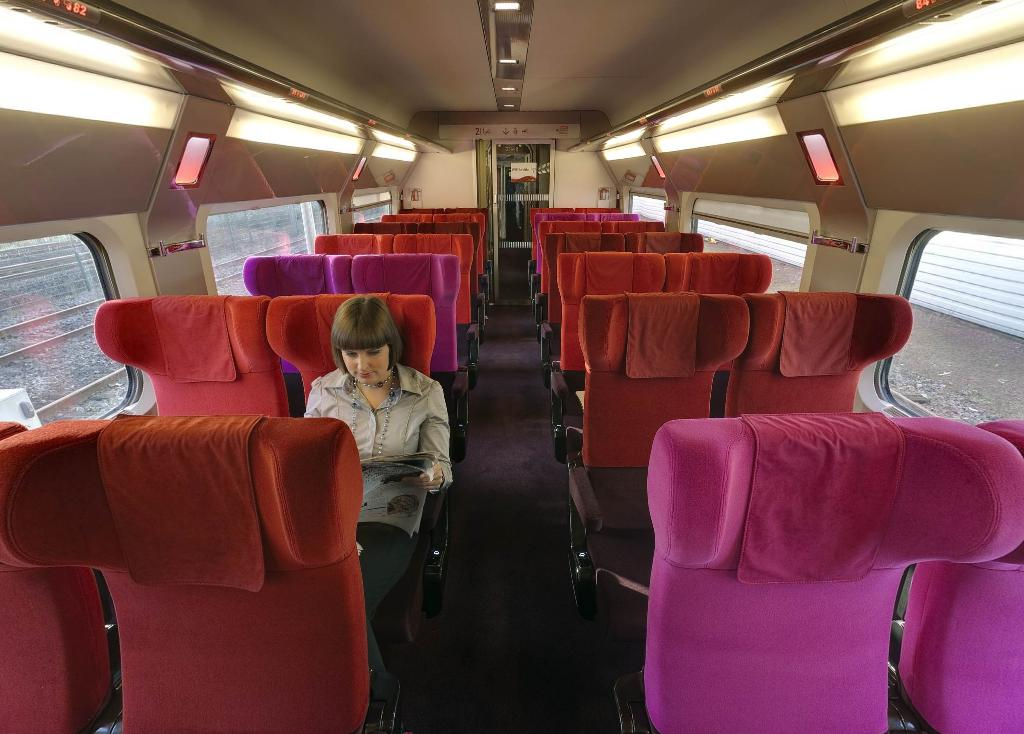
Intérieur de la classe « Standard », dans une rame rénovée.
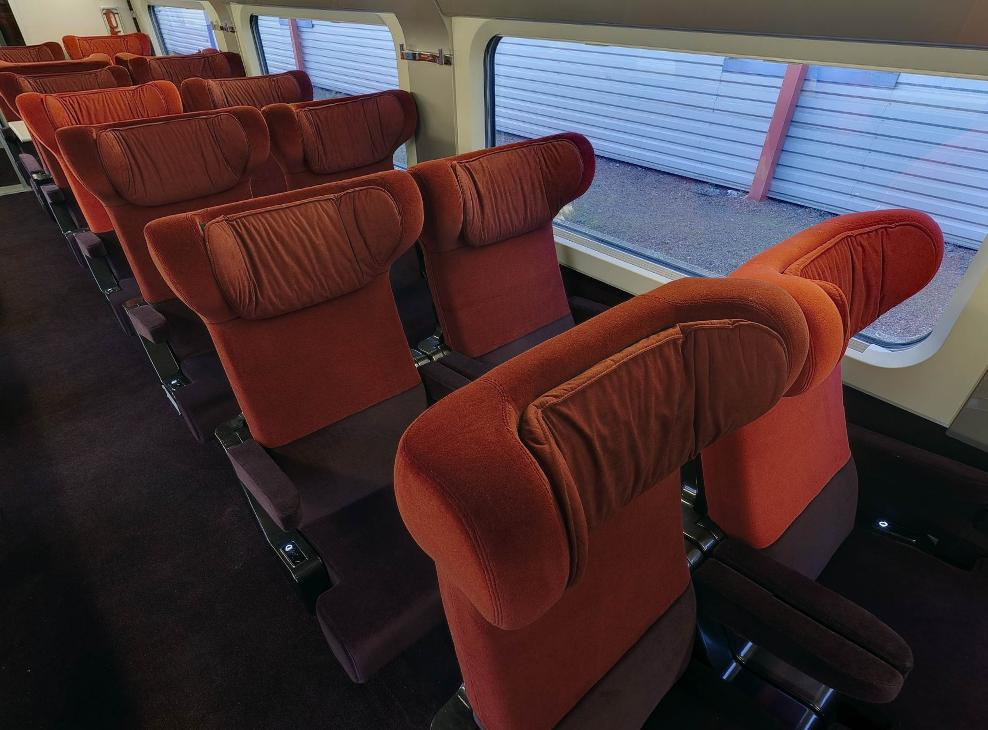
Intérieur d'une rame rénovée, en classe « Premium » ou « Comfort ».
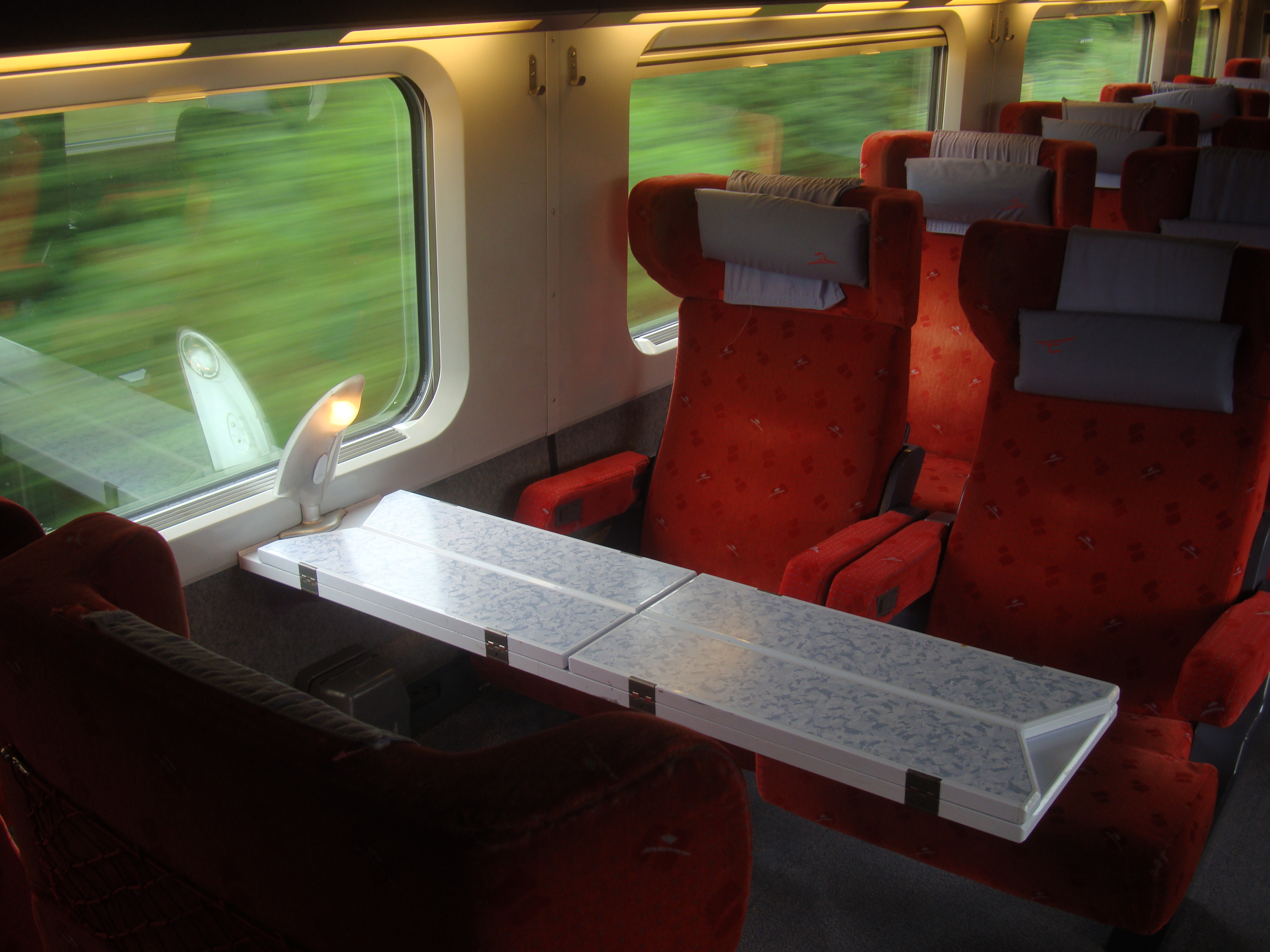
Intérieur d'origine des rames Thalys, en classe « Premium » ou « Comfort ».
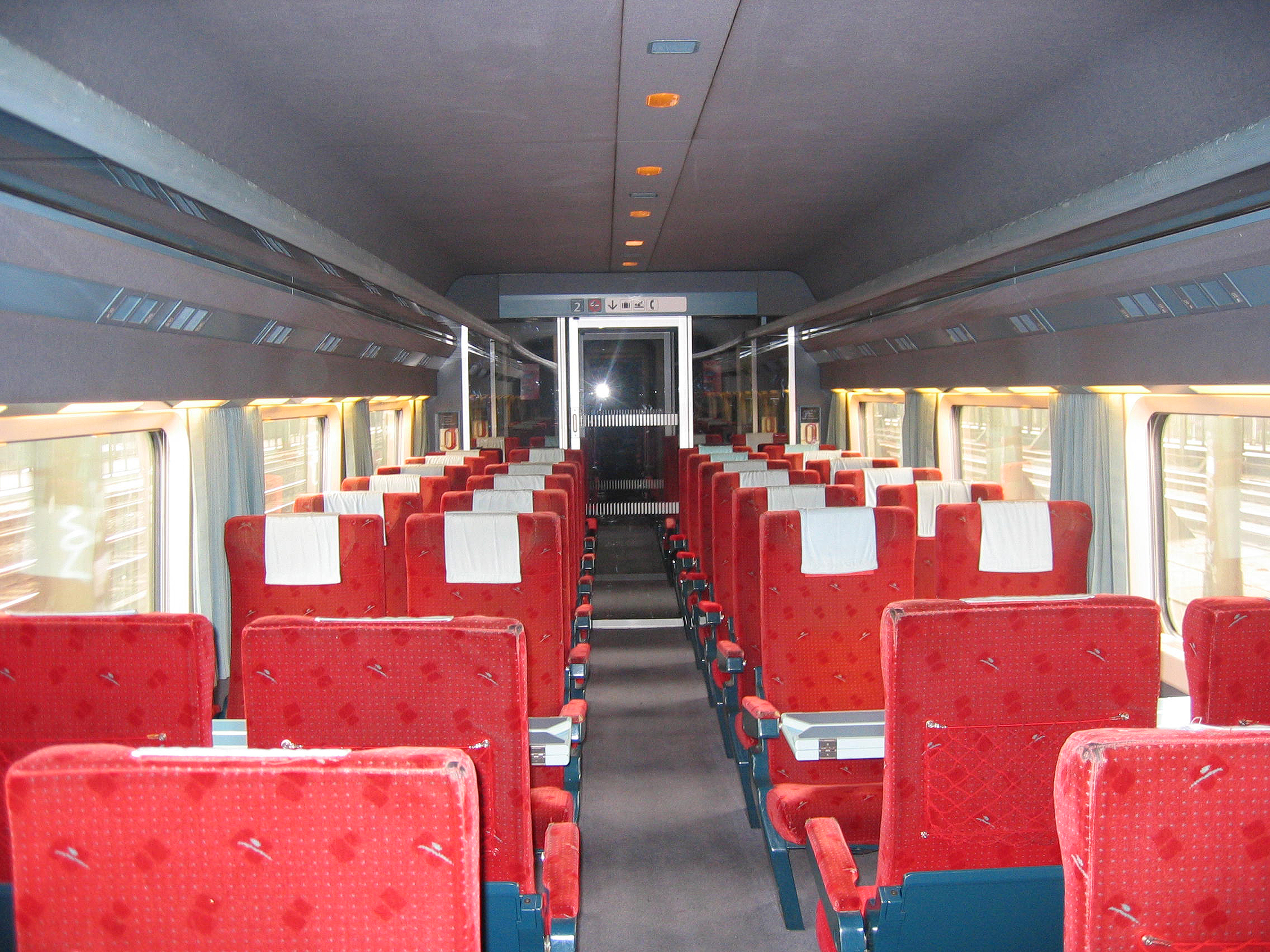
Intérieur d'origine, en classe « Standard ».

## Organisation

### Actionnariat
Depuis avril 2022, THI Factory est détenue à 100 % par Eurostar Group, holding qui détient également Eurostar International.
Auparavant, le capital de la société était détenu depuis 2015 à 60 % par la SNCF et à 40 % par la SNCB. THI Factory est une Société Anonyme de droit belge.

### Parts de marché
Avant Thalys en 1996, le train Étoile du Nord, un train qui faisait partie du réseau Trans-Europ-Express, desservait déjà Paris-Bruxelles en 2 h 20 min,.
| Année | Voyageurs                 | Chiffre d'affaires (€) | Variation chiffre d'affaires |
| ----- | ------------------------- | ---------------------- | ---------------------------- |
| 1996  |                           | 60                     |                              |
| 1997  |                           | 115                    | +91,7 %                      |
| 1998  | 4,72                      | 190                    | +65,2 %                      |
| 1999  | 4,98                      | 220                    | +15,8 %                      |
| 2000  | 5,5                       | 266                    | +20,9 %                      |
| 2001  | 5,8                       | 294                    | +10,5 %                      |
| 2002  | 6,0                       | 310                    | +5,4 %                       |
| 2003  | 5,8                       | 301                    | -2,9 %                       |
| 2004  | 5,95                      | 318                    | +5,6 %                       |
| 2005  | 6,15                      | 335                    | +5,3 %                       |
| 2006  | 6,5                       | 363                    | +8,4 %                       |
| 2007  | 6,2                       | 364                    | +0,3 %                       |
| 2008  | 6,5                       | 392                    | +7,7 %                       |
| 2009  | 6,07[source insuffisante] | 382                    | -2,6 %                       |
| 2010  | 6,45                      | 432                    | +13,1 %                      |
| 2011  | 6,65                      | 470                    | +8,8 %                       |
| 2012  | 6,60                      | 479                    | +1,9 %                       |
| 2013  | 6,69                      | 487                    | +1,7 %                       |
| 2014  | 6,88                      | 496                    | +2,5 %                       |
| 2015  | 6,87                      | 487                    | -1,7 %                       |
| 2016  | 6,7                       | 457,4                  | -5,9 %                       |
| 2017  | 7,2                       | 509                    | +11 %                        |
| 2018  | 7,5                       | 527                    | +3,5 %                       |
| 2019  | 7,85                      | 549,5                  | +4,3 %                       |
| 2020  | 2,5                       | 165,6                  | -70 %                        |
| 2021  | 2,7                       |                        |                              |
| 2022  | 6,5                       |                        |                              |